# 14075 Kenwill
14075 Kenwill eller 1996 OJ är en asteroid i huvudbältet som upptäcktes 18 juli 1996 av den amerikanske astronomen George R. Viscome vid Rand-observatoriet. Den är uppkallad efter den amerikanske astronomen Kenneth A. Williams.
Asteroiden har en diameter på ungefär 10 kilometer och den tillhör asteroidgruppen Themis.